# Siegfried, a baromarcú lovag
Siegfried, a baromarcú lovag (eredeti cím: Siegfried), egy 2005-ös német vígjáték, melyet Sven Unterwaldt rendezett.

## Cselekmény
|  | Alább a cselekmény részletei következnek! |

Siegfridet csecsemő korában egy kosárban úszik a Rajna folyó partján, mikor egy kovács megtalálja. A kis Siegfried ember feletti erővel rendelkezik, és ért az állatok nyelvén. A kovács befogadja és felneveli, azonban ifjú korában az egész falu meg akar szabadulni a kétbalkezes fiútól. Egy nap, mikor Siegfried az erdőben sétál, találkozik  Kriemhilddel, a hercegnővel. Siegfried beleszeret a lányba és elindul a királyi kastélyba, hogy megszerezze. Siegfriednek le kell győznie Hagent a lovagot, hogy megszerezze Kriemhild kezét. Miután legyőzte, Hagent, elmegy megszerezni a jegygyűrűt a sárkány barlangjában, közben Hagen segítője, Alberich próbálja meggyilkolni, sikertelenül. Siiegfried végül mégsem megy hozzá Kriemhildhez, hanem inkább a szakácslány Anitát választja. 
|  | Itt a vége a cselekmény részletezésének! |

## Szereplők
| Szereplő       | Színész                 | Magyarhang       |
| -------------- | ----------------------- | ---------------- |
| Siegfried      | Tom Gerhardt            | Háda János       |
| Kriemhild      | Dorkas Kiefer           | Orosz Anna       |
| Hagen          | Volker Büdts            | Rába Roland      |
| Alberich       | Axel Neumann            | Besenczi Árpád   |
| Gunter         | Jan Sosniok             | Galbenisz Tomasz |
| Anita          | Daniela Wutte           | Roatis Andrea    |
| Mime           | Michael Brandner        | Sörös Sándor     |
| Giuseppe       | Mirco Nontschew         | Seder Gábor      |
| Mészáros       | Markus Maria Profitlich | Albert Péter     |
| Kapuőr         | Simon Solberg           | Szatmári Attila  |
| Malac (hangja) | Maximilian Belle        | Penke Bence      |
| Mesélő         | Elmar Wepper            | Versényi László  |